# Roman Abramovsky
Roman Romanovych Abramovsky (tiếng Ukraina: Роман Романович Абрамовський; sinh ngày 5 tháng 10 năm 1973) là chính khách người Ukraina. Trước đây, ông từng giữ chức vụ làm Bộ trưởng Bảo vệ môi trường và Tài nguyên thiên nhiên Ukraina từ ngày 19 tháng 6 năm 2020 đến ngày 3 tháng 11 năm 2021.